# Società Ginnastica Pro Lissone 1933-1934
Questa voce raccoglie le informazioni riguardanti la Società Ginnastica Pro Lissone nelle competizioni ufficiali della stagione 1933-1934.
La Pro Lissone scese in campo per tutta la stagione con una maglia a strisce verticali bianco-azzurre.

## Rosa
| N. |                   | Ruolo | Calciatore       |
| -- | ----------------- | ----- | ---------------- |
|    | Italia (bandiera) | A     | Luigi Arosio     |
|    | Italia (bandiera) | C     | Felice Comelli   |
|    | Italia (bandiera) | A     | Luigi Gelosa     |
|    | Italia (bandiera) | A     | Pietro Lorenzini |
|    | Italia (bandiera) | C     | Felice Mariani   |
|    | Italia (bandiera) | P     | Antonio Micucci  |
|    | Italia (bandiera) | A     | Enrico Nespoli   |
|    | Italia (bandiera) | D     | Giordano Panzeri |

| N. |                   | Ruolo | Calciatore          |
| -- | ----------------- | ----- | ------------------- |
|    | Italia (bandiera) | A     | Mario Protti        |
|    | Italia (bandiera) | A     | Celso Rimoldi       |
|    | Italia (bandiera) | D     | Luigi Rivolta       |
|    | Italia (bandiera) | A     | Achille Sacchi      |
|    | Italia (bandiera) | C     | Pietro Scolari      |
|    | Italia (bandiera) | D     | Giuseppe Volontieri |
|    | Italia (bandiera) | D     | Terenzio Zaccari    |
|    | Italia (bandiera) | D     | Zampieri            |

## Arrivi e partenze
| Acquisti | Acquisti            | Acquisti | Acquisti   |
| -------- | ------------------- | -------- | ---------- |
| D        | Luigi Rivolta       | Saronno  | definitivo |
| D        | Giuseppe Volontieri | ???      | definitivo |
| D        | Zampieri            | ???      | definitivo |

| Cessioni | Cessioni         | Cessioni         | Cessioni             |
| -------- | ---------------- | ---------------- | -------------------- |
| A        | Carlo Curti      | Marelli          | definitivo           |
| C        | Santino Fusari   | ???              | definitivo           |
| A        | Dario Gerola     | ???              | definitivo           |
| A        | Gino Marazza     | ???              | definitivo           |
| A        | Giuseppe Micucci | ???              | militare a Orbetello |
| C        | Vico Subinaghi   | Crema            | definitivo           |
| A        | Domenico Torti   | Acciaierie Falck | definitivo           |
| D        | Terenzio Zaccari | Marelli          | definitivo           |